# Antoine Court de Gébelin
Pour les articles homonymes, voir Court et Gébelin.
 (février 2015).
Antoine Court dit Court de Gébelin, né près de Nîmes le 5 septembre 1728 et mort le 12 mai 1784 à Paris, est un écrivain et érudit français.

## Biographie
Antoine Court de Gébelin naît près de Nîmes le 5 septembre 1728. Il est le fils du pasteur et professeur de théologie Antoine Court, fondateur du Séminaire de Lausanne, établissement clandestin où sont formés les futurs pasteurs de France (le protestantisme y est interdit depuis la révocation de l'édit de Nantes). Court de Gébelin fait des études de théologie à l’Académie de Lausanne et devient pasteur. Il est chargé de différents enseignements au Séminaire et, aux côtés de son père puis seul, de la correspondance avec les Églises protestantes du « Refuge » (à l’étranger) et du « Désert » (en France) en faveur de ses coreligionnaires huguenots.
Après l'affaire des Toulousaines, il quitte Lausanne le 23 mars 1763, assiste au synode national des Églises réformées de France en juin et, après une tournée dans les provinces méridionales et de l'ouest, arrive début octobre à Paris, où il finit par s’établir. Bien qu'il n'ait pas réussi à se faire nommer député des Églises, il pense y être mieux à même de plaider la cause du protestantisme en France. Il y trouve les secours littéraires nécessaires à ses travaux.
Après vingt ans d’études, Court de Gébelin commence à publier l’ouvrage auquel il doit sa réputation et dont il s’occupe jusqu’à sa mort, le Monde primitif analysé et comparé avec le monde moderne. L'ouvrage paraît en neuf volumes in-4° à Paris de 1775 à sa mort à 59 ans en 1784. Six ou sept autres volumes étaient encore prévus.

## Les Toulousaines
En 1762, Court de Gébelin entreprend de défendre la mémoire de son ancien élève du Séminaire, le pasteur François Rochette, arrêté, jugé et exécuté à Toulouse le 19 février 1762. Apprenant les circonstances du procès et de l’exécution de Jean Calas et rencontrant Pierre-Paul Sirven qui est venu se réfugier à Lausanne, il se lance dans la rédaction des Toulousaines (2 éditions en 1763). Cet ouvrage composite, formé de trente lettres fictives censées avoir été écrites de septembre 1761 (arrestation de François Rochette) à décembre 1762 (arrivée de Mme Calas à Paris), mêle au récit des trois affaires une enquête historique sur l’Inquisition à Toulouse, sur le Parlement de Toulouse et le Haut-Languedoc, une apologie de la religion réformée et des considérations sur la tolérance civile inspirées de Montesquieu.

## Le Monde primitif analysé et comparé avec le monde moderne

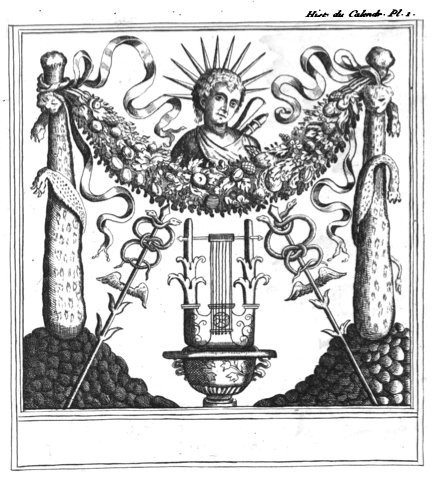
Antoine-Louis Romanet. Illustration pour Le Monde primitif

Le premier volume, Plan général, Allégories orientales, est une explication de la mythologie ancienne, considérée d’un bout à l’autre comme une allégorie, ayant à la fois pour base les travaux des champs et les phénomènes astronomiques : partant de l’idée, admise déjà dans l’Antiquité, que la mythologie se compose d’allégories, Court de Gébelin en cherche l’explication dans l’agriculture qui, en délivrant les premiers hommes des poignantes angoisses de la faim, fut pour eux le plus grand des biens, et dont les différents travaux auraient été décrits et enseignés sous le voile de fictions poétiques faciles à retenir. C’est ainsi que dans l’histoire de Saturne on aurait célébré les heureux effets de l’agriculture ; dans celle de Cérès, la culture du blé ; dans celle d’Hercule, les premiers défrichements, ces antiques exploits par lesquels les peuplades primitives domptèrent la terre. Les noms des divers personnages qui figurent dans les récits mythologiques seraient également allégoriques. Pour en déterminer le sens, Court de Gébelin croit devoir remonter à une langue primitive, dont toutes les langues connues seraient dérivées et qui, tout en étant expliquées par elle, peuvent servir à la reconstituer, par les racines communes qu’elles en ont conservées. Court de Gébelin est ainsi amené à des recherches étendues sur l’origine du langage et de l’écriture, recherches qui forment une des bases essentielles de son système. 
Le deuxième volume, Grammaire universelle et comparative, a pour idée fondamentale que la parole est née avec l’homme, comme une conséquence nécessaire de sa nature, et que, partant, les premiers éléments de toutes les langues, aussi anciens que l’humanité, consistent en un certain nombre de sons naturels ayant partout le même sens, malgré les modifications qu’ils paraissent subir chez les différents peuples.
Le troisième volume, Histoire naturelle de la parole, considère les voyelles comme représentant les sensations et les consonnes les idées. Court de Gébelin cherche à établir que, dans toute langue, l’écriture a été primitivement hiéroglyphique, chaque lettre figurant d’abord un objet naturel.
Le quatrième volume examine l'« histoire du calendrier » et donne des réponses aux critiques qui ont été faites sur l'ouvrage.
Les cinquième, sixième, septième et neuvième volumes sont des Dictionnaires étymologiques des langues grecque, latine et française.
Le huitième volume (1781) examine « le blason, les monnaies, les jeux »... Court de Gébelin est le premier à étudier l'histoire du tarot divinatoire. 
Court de Gébelin laisse en mourant des notes assez bien disposées pour qu’on puisse espérer les voir mettre en ordre et publier par Moulinié, jeune ministre genevois, qu’il a initié à ses travaux. Mais, à la suite des malheurs qu’il éprouve à la fin de sa vie, ses manuscrits sont dispersés et disparaissent en grande partie. Le Monde primitif est ainsi resté une œuvre inachevée. Les neuf volumes publiés suffisent néanmoins à donner une idée complète du système de Court de Gébelin, et les volumes supplémentaires n’auraient pu, tout au plus, que faire connaître des faits de détail et d’érudition, et dela sagacité de leur auteur, sans rien ajouter à la valeur de ses théories. Tout en accordant à Court de Gébelin que la faim a dû être dans les temps primitifs le besoin le plus pénible des hommes, et que par conséquent la découverte et la pratique de l’agriculture ont été pour eux des biens qui ont dû prendre une grande place dans leurs traditions, on note que ce système d'interprétation est en complète opposition avec ceux des mythologues allemands de son époque, qui font intervenir l’élément moral dans les allégories antiques.

## Un penseur physiocrate
Court de Gébelin est un zélé partisan des principes des physiocrates. Quesnay l’appelait son « disciple bien-aimé ». Il est probable qu’il fut entraîné vers cette école de pensée par ses idées sur la mythologie, dans laquelle il ne voyait que la glorification de l’agriculture. Ses travaux d’érudition ne lui firent jamais oublier la cause de ses coreligionnaires. « Arabe et visites des savants, écrit-il lui-même dans un registre de notes, tout a été interrompu pour composer des mémoires et solliciter en faveur de nos frères. » Avant même de s’établir à Paris, il avait plaidé la cause de la tolérance religieuse dans Les Toulousaines.

## Un protestant éclairé
L'établissement qu’il forme dès son arrivée à Paris en 1763 est d’une importance plus réelle. C’est un bureau d’agence destiné à centraliser les plaintes, les vœux et les vues diverses des protestants de tout le royaume et à recueillir tous les faits par lesquels ou peut intéresser les hommes influents, portés par la philosophie de cette époque à défendre les principes de la liberté de conscience, aux mesures propices à les faire triompher en faveur des protestants. Court de Gébelin se trouve au centre de tout le mouvement en faveur de cette cause. Ses vues et ses désirs vont même plus loin que la liberté religieuse. La liberté civile et politique trouve en lui un généreux avocat, et c'est pour en répandre les principes qu’il coopère, avec Franklin, Robinet et quelques autres écrivains, à une publication consacrée à la défense de l’indépendance des Américains sous le titre de Affaires de l’Angleterre et de l’Amérique (Anvers, 1776 et suiv., 15 vol. in-8°), et qu’il compose un ouvrage qui ne sera publié que cinq ans après sa mort, sous le titre de Discours du Prince et du Citoyen, Paris, 1789, 1 vol. in-8°.
Il est probable que sa fin a été précipitée par les nombreux chagrins que lui causa l’administration d’un établissement littéraire qu’il avait contribué à fonder en 1780, sous le nom de « Musée », et dont il avait accepté la présidence. Plus accoutumé à s’orienter dans les obscures traditions de l’Antiquité que dans le dédale des affaires d’argent, il se laissa tromper par deux hommes qui abusèrent de sa confiance pour lui faire contracter des dettes, dont il ignorait lui-même la somme totale. Tourmenté par des créanciers qu’il ne connaissait pas, il sacrifia toutes ses économies et, quand il mourut, il était depuis un mois au bout de ses ressources et dans le plus triste dénuement. Il laissa trente mille livres de dettes. Les créanciers firent saisir le Musée, en même temps que tous ses papiers, qui furent vendus à l’encan. Parmi ces papiers se trouvaient non seulement les notes qui devaient servir à la rédaction de la fin du Monde primitif, mais encore toute sa correspondance au sujet des affaires protestantes de son temps, et une immense quantité de documents que son père avait recueillis sur l’histoire des protestants français réfugiés, et à la rédaction desquels Court de Gébelin avait formé le projet de consacrer sa vieillesse.

## Un franc-maçon
La date précise de l'entrée en franc-maçonnerie d'Antoine Court de Gébelin n'est pas clairement établie par les historiens ; sa carrière maçonnique se partage entre le Rite écossais, les Philalèthes et la loge des Neuf Sœurs. Reçu en 1778 dans la loge  « Les Amis Réunis » comme associé libre, il devient membre des Philalèthes et participe en tant que commissaire aux archives et membre de la 12e et terminale classe du régime, aux travaux de l'atelier jusqu'en 1783. Il est toutefois critiqué par le fondateur du régime le marquis de Savalette de Langes, qui lui reproche son manque d'assiduité en 1784. Il est plus actif dans la loge « Les Neuf Sœurs », dont il est le secrétaire en 1779 sous la présidence de Jérôme de Lalande, il défend la réputation de la loge lors de sa mise en cause dans sa pratique d'une maçonnerie d'adoption, jugée irrégulière. Il est président jusqu’à sa mort de la Société apollonienne, crée en 1780 par les Neuf Sœurs, et qui prend le nom de Musée de Paris en 1783. Il est reconnu par les maçonnologues comme un franc-maçon ayant grandement contribué, en harmonie avec le but des Philalèthes, à la connaissance de la maçonnerie symbolique et philosophique .

## Œuvres
- Les Toulousaines ou lettres historiques et apologétiques en faveur de la religion réformée et de divers protestants condamnés dans ces derniers temps par le parlement de Toulouse, 2 éditions, 458 et 444 p. 1763. Édition critique : Les Toulousaines (1763). Introduction et édition critique avec un dossier de correspondances relatives à la genèse, à l’élaboration et à la réception de l’ouvrage, par Hubert Bost, Paris : Champion, 2023[8].
- Le Monde primitif analysé et comparé avec le monde moderne considéré dans son génie allégorique et dans les allégories auxquelles conduisit ce génie, 1773-1782, 9 vol. (nouvelle édition en 1786)
  - vol. I : "Plan général, allégories orientales"  
  - vol. II : "Grammaire universelle et comparative"[9]
  - vol. III : "Origine du langage et de l'écriture"[10]
  - vol. IV : "Histoire civile, religieuse et allégorique du calendrier" Histoire allégorique du calendrier. Illustré par Antoine-Louis Romanet : XVIIIe – XIXe siècle : 1773-1782, Paris, éditeur : chez les auteurs. Édition 1973, (BNF 30492449). Édition de 1776.
  - vol. V : "Dictionnaire étymologique de la langue française"  
  - vol. VI et VII : "Dictionnaire étymologique de la langue latine"
  - vol. VIII : "L'histoire, le blason, les monnaies, les jeux". Traite en partie le jeu du Tarot divinatoire 
  - vol. IX : ""Dictionnaire étymologique de la langue grecque" Volume 9, Boudet, 1780 (BNF 30280729), [Url lire en ligne] sur Gallica
- Histoire naturelle de la Parole, ou grammaire universelle à l’usage des jeunes gens, Paris, 1776, in-8°; 2e édit, avec une préface et des notes de Lanjuinais, Paris, 1816, in-8°, 3 pl. Résumé du IIe vol. du Monde primitif;
- Dictionnaire étymologique et raisonné des racines latines, à l’usage des jeunes gens, Paris, 1780, in-8° : abrégé des VIe et VIIe volumes du Monde primitif.
- Lettre sur le Magnétisme animal, Paris, 1783, in-4°, 47 p. (2e édit., avec un supplément, Paris, 1784, in-4°, 48 p. Ayant trouvé, vers la fin de sa vie, quelque soulagement aux maux dont il souffrait dans les pratiques du magnétisme animal, il en fit une apologie, qui fit grand bruit.
- Devoirs du prince et du citoyen, posthume, 1789.

### Bibliographie

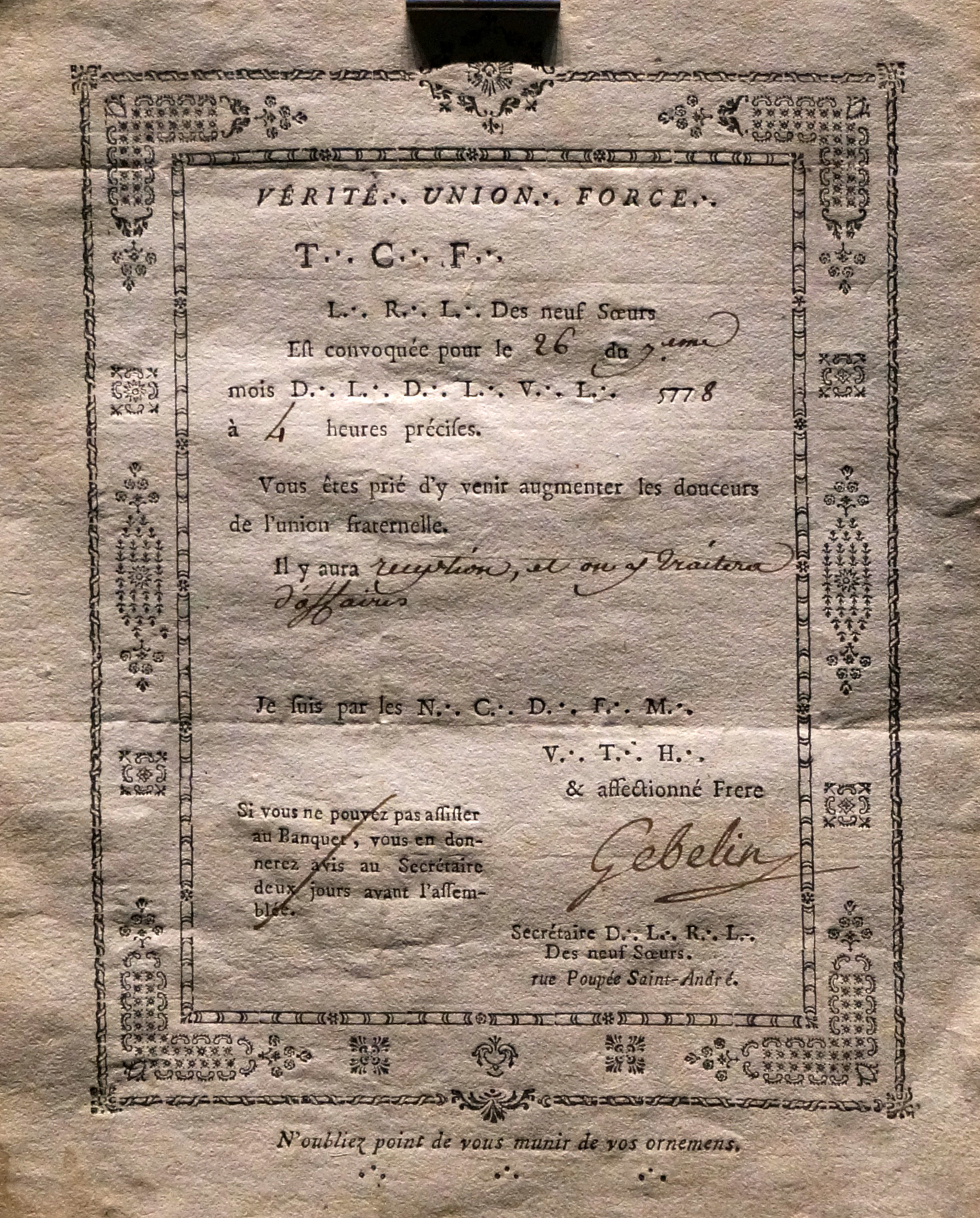
Ecriture de Antoine Court pour réunion à la loge Neuf Sœurs.